# 洛杉矶轻轨L线
洛杉矶轻轨L线（原称金线）曾是美国加州洛杉矶LA Metro管理的一条轻轨线路。路线连接阿蘇薩太平洋大學/柑橘學院站(APU/Citrus College Station)和大西洋站(Atlantic Station)，并途径洛杉矶联合车站，在联合车站（Union Station）与洛杉矶地铁B线（原称红线）及D线(原称紫线）换乘，是本线唯一的一个换乘站。
随着连接A线和E线的区域连接线工程于2023年6月16日通车，L线北段（联合车站-APU）被并入A线，南段（小东京-大西洋大道）被并入E线。